# Крафтон (Пенсилванија)
Крафтон (енгл. Crafton) град је у америчкој савезној држави Пенсилванија.

## Демографија
По попису из 2010. године број становника је 5.951, што је 755 (-11,3%) становника мање него 2000. године.
| Група             | 2000.         | 2010.         |
| Белци             | 6.376 (95,1%) | 5.406 (90,8%) |
| Афроамериканци    | 184 (2,7%)    | 276 (4,6%)    |
| Азијати           | 40 (0,6%)     | 45 (0,8%)     |
| Хиспаноамериканци | 38 (0,6%)     | 86 (1,4%)     |
| Укупно            | 6.706         | 5.951         |